# Andy Legg
Andrew "Andy" Legg (Neath, 28 de julho de 1966) é um ex-futebolista e treinador de futebol galês que atuava como lateral-esquerdo ou ponta-esquerda. Atualmente é auxiliar-técnico do Afan Lido.
Ficou famoso no futebol por ter o arremesso lateral mais longo do esporte, sendo capaz de lançar a bola a mais de 30 metros, e também possui o recorde de distância ao executar um arremesso de 44,6 m (recorde mantido até 1996). Teve ainda passagem destacada pelo Swansea City, além de ter jogado pelo Cardiff City, principal rival dos Cisnes. Ele ainda foi um dos jogadores da capa do FIFA Soccer 96, juntamente com o romeno Ioan Sabău.

## Carreira
Tendo atuado no Baglan Boys Club na juventude, Legg estreou no futebol em 1985 pelo Briton Ferry Athletic. Mesmo atuando por um time de pouca expressão, suas atuações chamaram a atenção de times da Inglaterra; fez testes no Middlesbrough, mas o técnico Bruce Rioch não gostou do cabelo de Legg, considerado "muito desalinhado", e pediu para que ele cortasse ou deixasse o Boro. Legg optou em deixar a equipe e voltou ao País de Gales antes de receber uma proposta de teste do Manchester City, onde jogou no time reserva (assim como no Middlesbrough, jogou como atacante) antes de regressar aos Citizens para os treinos de pré-temporada para que o treinador Mel Machin o avaliasse.
De volta a Gales, Legg recebeu uma proposta de teste do Swansea City, e após jogar uma partida contra o Cardiff City, assinou seu primeiro contrato profissional aos 22 anos. Em 5 temporadas com os Cisnes, Legg atuou em 207 partidas oficiais e marcou 38 gols, vencendo a Welsh Cup em 1988–89 e 1990–91. Durante a passagem do jogador pelo Swansea, suas habilidades em arremessos laterais começaram a chamar atenção, e em 1992 participou de um desafio proposto pelo programa Record Breakers, da BBC, contra Dave Challinor e Neil Thompson no antigo Estádio de Wembley. Legg arremessou a 44,6 metros de distância, sendo creditado no Guinness World Records até 1996, quando Challinor superou a marca ao alcançar 46,3 metros.
Após deixar o Swansea City em 1993, defendeu ainda Notts County, Birmingham City, Ipswich Town, Reading e Peterborough United, voltando a Gales em 1998 ao ser contratado pelo Cardiff City. Mesmo recebendo ameaças de morte por torcedores do Swansea, Legg tornou-se um dos principais jogadores dos Bluebirds, sendo eleito o melhor jogador do time nas temporadas 1999–2000 e 2000–01. Regressou ao Peterborough em 2004, e após receber o diagnóstico de um nódulo na garganta (ele havia descoberto um tumor benigno em 2000, quando defendia o Cardiff City), decidiu fazer a cirurgia para remoção em abril de 2005, após fazer sua primeira despedida dos gramados contra o Blackpool. A operação foi bem-sucedida e Legg passou por 28 sessões de radioterapia, sendo considerado apto a voltar a jogar.
Seu retorno aos gramados foi com a camisa do Maesteg Park, em fevereiro de 2006, na vitória por 2 a 0 sobre o Bettws. Ele ainda teve curtas passagens por Newport County e Llanelli, foi para o Hucknall Town em 2006, e em janeiro de 2007 assumiu o comando técnico do time, exercendo o cargo até setembro do mesmo ano, saindo após 6 derrotas consecutivas e voltaria a vestir a camisa do Llanelli pouco depois. Em abril de 2009, com a saída de Peter Nicholas do comando técnico, foi nomeado jogador-treinador dos Reds e fez parte do time que surpreendeu ao derrotar o Motherwell (Escócia) na primeira eliminatória da Liga Europa da UEFA de 2009–10. Legg acumulou as funções de jogador e técnico até 2012, quando encerrou a carreira de atleta em definitivo, aos 45 anos.

## Seleção Galesa
Pela Seleção Galesa, Legg atuou em apenas 6 partidas entre 1996 e 2001, não tendo feito nenhum gol.

## Passagem como treinador
Além das passagens como jogador-treinador no Hucknall Town e no Llanelli, o ex-lateral teve como primeiro trabalho como técnico em tempo integral no Bangor City, em agosto de 2016, sendo demitido após 3 meses no cargo e voltaria ao Cardiff City em julho de 2017 para treinar a equipe Sub-23. Ainda comandou novamente o Llanelli por uma temporada, sendo ainda auxiliar-técnico no Carmarthen Town e no Afan Lido, que o contratou em junho de 2024.

## Títulos
Swansea City
- Welsh Cup: 1988–89, 1990–91

Notts County
- Torneio Anglo-Italiano: 1994–95

Cardiff City
- FAW Premier Cup: 2001–02

Llanelli
- Campeonato Galês: 2007–08

### Individuais
- Time do Ano do Campeonato Galês: 2008–09[13]